# Armoiries de la Guyane

Blason historique de 1901

Version simplifiée en usage actuellement, notamment sur les uniformes

Le blason de la Guyane, est composé d'un champ de gueules, dans lequel on peut voir une barque remplie d'or naviguant sur un fleuve sinople chargé de trois nénuphars d'argent. Dans la partie supérieure, sur un champ d'azur, on peut voir trois fleurs de lys d'or surmontées de l'année 1643 représentant l'année de la colonisation française de la Guyane (France équinoxiale) et de la fondation de Cayenne. La pirogue remplie d'or représente la richesse de la Guyane.
En support se trouvent deux fourmiliers tamanoirs (Myrmecophaga tridactyla). Au-dessus du blason se trouve une couronne murale d'or surmontée de deux palmiers de sinople. Le tout est placé sous une banderole chargée de la devise latine inscrite en lettre capitales : "Fert aurum industria" (le travail procure la richesse).

## Histoire
La devise et le blason de la Guyane, qui formèrent d'abord le blason de la ville de Cayenne, sont l’œuvre du peintre de la Marine et des Colonies Paul Merwart, et de son frère, le gouverneur Émile Merwart. La première représentation de celui-ci sous forme de tableau a été présentée le 25 décembre 1901, lors de la première séance du Comité de Patronage du Musée de Cayenne.
L'original est exposé au musée départemental Alexandre-Franconie de la ville de Cayenne.